# Nowy Gózd
Nowy Gózd dawniej też Guzd – wieś sołecka w Polsce położona w województwie mazowieckim, w powiecie białobrzeskim, w gminie Stara Błotnica. Leży  przy trasie europejskiej E77.
W latach 1975–1998 miejscowość administracyjnie należała do województwa radomskiego.
Wierni kościoła rzymskokatolickiego należą do parafii św. Józefa w Starym Goździe.